# دانشگاه یوتا ولی
دانشگاه یوتا ولی (UVU) یک دانشگاه دولتی در اورم، یوتا است. این دانشگاه مدرک کارشناسی ارشد، لیسانس، کاردانی و گواهی ارائه می‌دهد. این مدرسه که قبلاً کالج ایالتی دره یوتا نامیده می‌شد، در ژوئیه ۲۰۰۸ به وضعیت دانشگاهی دست یافت.
این مدرسه در پاییز ۱۹۴۱، زمانی که اداره حرفه ای ایالت یوتا کلاس‌های برنامه کاری فدرال را در یک پردیس در پروو، درست در غرب محوطه دانشگاه بریگام یانگ، ادغام کرد، تأسیس شد.